# Hector Dyer
Hector Monroe Dyer (Los Angeles, 2 juni 1910 - Fullerton, 19 mei 1990) was een Amerikaans atleet, die zich had toegelegd op de sprint. Hij nam eenmaal deel aan de Olympische Spelen en veroverde bij die gelegenheid één gouden medailles.

## Loopbaan
Dyer nam tijdens de Olympische Zomerspelen 1932 in zijn geboortestad deel aan de 4x100 meter estafette en won samen met zijn ploeggenoten de gouden medaille in een wereldrecord.

## Titels
- Olympisch kampioen 4 × 100 m estafette - 1932

## Persoonlijk record
| Onderdeel | Prestatie | Datum |
| --------- | --------- | ----- |
| 100m      | 10,3      | 1932  |

## Belangrijkste prestaties

### 4 x 100 m
| Jaar | Wedstrijd | Plaats | tijd    |
| ---- | --------- | ------ | ------- |
| 1932 | OS        | Goud   | 40,0 WR |

1912: Jacobs, Macintosh, d'Arcy, Applegarth ·
1920: Paddock, Scholz, Murchison, Kirksey ·
1924: Clarke, Hussey, Leconey, Murchison ·
1928: Wykoff, Quinn, Borah, Russell ·
1932: Kiesel, Toppino, Dyer, Wykoff ·
1936: Owens, Metcalfe, Draper, Wykoff ·
1948: Ewell, Wright, Dillard, Patton ·
1952: Smith, Dillard, Remigino, Stanfield ·
1956: Murchison, King, Baker, Morrow ·
1960: Cullmann, Hary, Mahlendorf, Lauer ·
1964: Drayton, Ashworth, Stebbins, Hayes ·
1968: Greene, Pender, Smith, Hines ·
1972: Black, Taylor, Tinker, Hart ·
1976: Glance, Jones, Hampton, Riddick ·
1980: Moeravjov, Sidorov, Prokofjev, Aksinin ·
1984: Graddy, Brown, Smith, Lewis ·
1988: Bryzgin, Krylov, Moeravjov, Savin ·
1992: Marsh, Burrell, Mitchell, Lewis ·
1996: Esmie, Gilbert, Surin, Bailey ·
2000: Drummond, Williams, Lewis, Greene ·
2004: Gardener, Campbell, Devonish, Lewis-Francis ·
2008: Bledman, Burns, Callender, Thompson ·
2012: Carter, Frater, Blake, Bolt ·
2016: Powell, Blake, Ashmeade, Bolt ·
2020: Desalu, Jacobs, Patta, Tortu ·
2024: Brown, Blake, Rodney, De Grasse